# Termas romanas de Varna

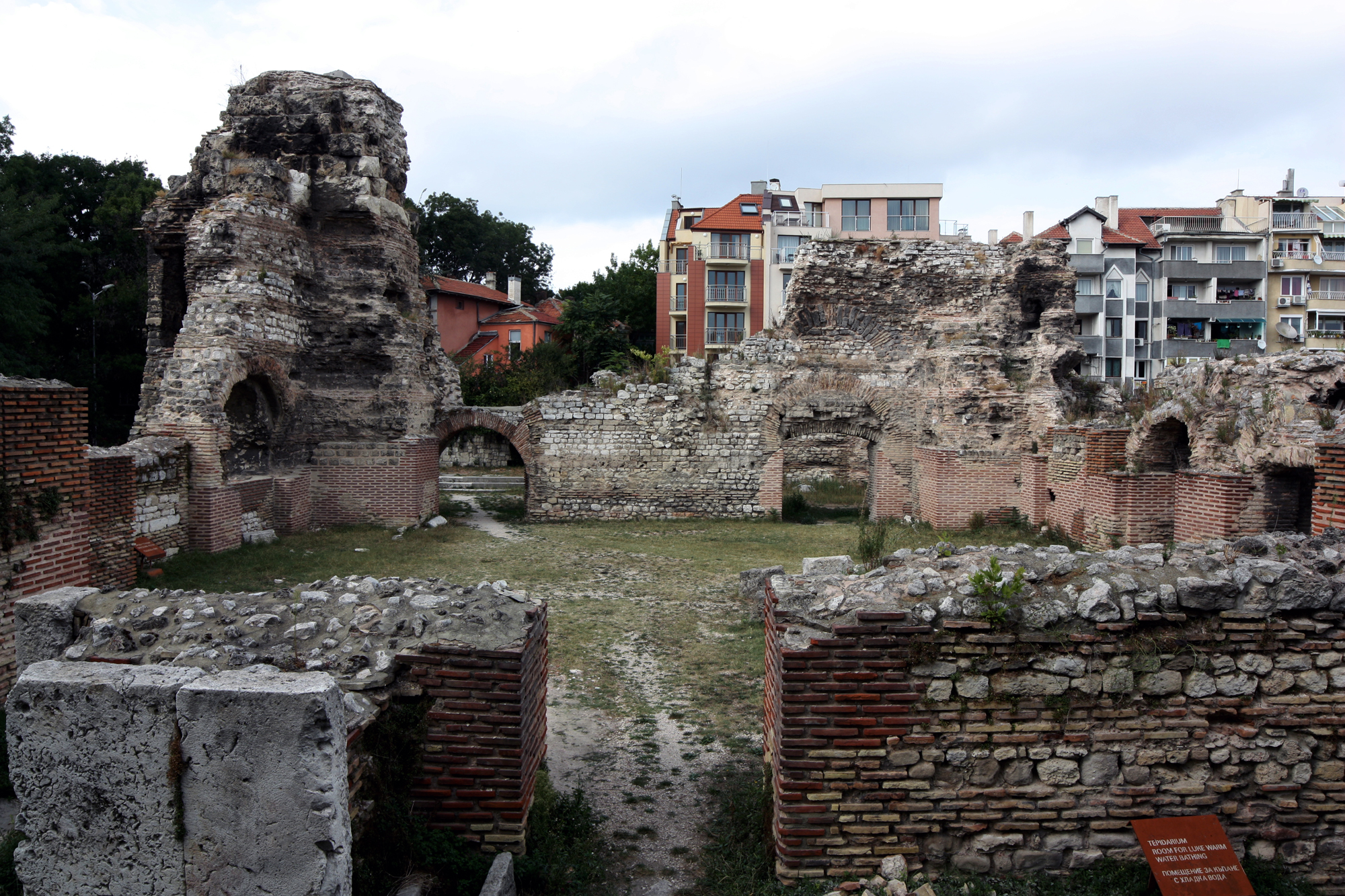
Vista de los restos de las termas de Varna

Las termas romanas de Varna son los restos arqueológicos de las instalaciones de baño de época romana de la antigua ciudad de Odeso (Varna, Bulgaria). Fueron construidos a finales del siglo II y son una de las cuatro mayores termas romanas conservadas de Europa y la mayor de los Balcanes.

## Historia
La antigua Varna fue primero un asentamiento tracio y después una colonia griega. En el año 15 pasó a formar parte del Imperio romano asignada a la provincia de Moesia con cierto grado de autonomía local. Las termas romanas fueron construidas en el siglo II y estuvieron en uso durante unos cien años hasta finales del siglo III. Entre las ruinas se han encontrado monedas de Septimio Severo. Mucho más tarde, en el siglo XIV, fueron el emplazamiento de talleres de artesanía.
Los restos arqueológicos fueron identificados como un edificio antiguo en 1906 por el filólogo y arqueólogo austriaco Ernst Kalinka. Entre 1959 y 1971, las excavaciones del Museo Arqueológico de Varna dirigidas por Milko Mirchev descubrieron el edificio principal. En agosto de 2013 el Ayuntamiento de Varna encargó un proyecto urgente de reconstrucción de los restos con un presupuesto de 125 000 leva búlgaras.

## Características
Los restos de las termas están en el suroeste de la ciudad de Varna, en la intersección de las calles San Stefano y Han Krum. Tienen un área de siete mil metros cuadrados, con bóvedas que alcanzan los veinte y veintidós metros de altura. Por superficie son una de las cuatro más grandes de Europa que se conservan, por detrás de las termas de Caracalla, de las termas de Diocleciano, ambas en Roma, y de las termas de Tréveris. Son a la vez las más grandes de los Balcanes y el monumento de la Antigüedad más grande que se conserva en lo que actualmente es Bulgaria.
Las termas contaban con un apodyterium, un frigidarium, un tepidarium, un caldarium y una palaestra. La calefactación de las instalaciones se hacía por medio de un hypocaustum, un sistema subterráneo de tuberías.